# Wijken en buurten in Lopik
De Nederlandse gemeente Lopik is voor statistische doeleinden onderverdeeld in wijken en buurten. De gemeente is verdeeld in de volgende statistische wijken:
- Wijk 00 Lopik, Benschop en Polsbroek (CBS-wijkcode:033100)

Een statistische wijk kan bestaan uit meerdere buurten. Onderstaande tabel geeft de buurtindeling met kentallen volgens het Centraal Bureau voor de Statistiek (2008):
| CBS-buurtcode | Buurtnaam                               | Inwonertal | Opp. totaal (ha) | Opp. land (ha) | Ligging                |
| ------------- | --------------------------------------- | ---------- | ---------------- | -------------- | ---------------------- |
| BU03310000    | Lopik-Dorp                              | 5480       | 141              | 139            | Locatie in de gemeente |
| BU03310001    | Graaf                                   | 610        | 123              | 121            | Locatie in de gemeente |
| BU03310002    | Uitweg                                  | 510        | 100              | 98             | Locatie in de gemeente |
| BU03310003    | Lopikerkapel                            | 570        | 104              | 101            | Locatie in de gemeente |
| BU03310004    | Jaarsveld                               | 330        | 31               | 21             | Locatie in de gemeente |
| BU03310005    | Wielsekade                              | 310        | 85               | 82             | Locatie in de gemeente |
| BU03310006    | Cabauw                                  | 680        | 88               | 85             | Locatie in de gemeente |
| BU03310007    | Zevender                                | 170        | 50               | 49             | Locatie in de gemeente |
| BU03310008    | Lekdijk tussen Jaarsveld en Schoonhoven | 420        | 456              | 346            | Locatie in de gemeente |
| BU03310009    | Langs de Lekdijk Lopikerwaard           | 300        | 3248             | 3123           | Locatie in de gemeente |
| BU03310010    | Benschop-Dorp                           | 2380       | 153              | 151            | Locatie in de gemeente |
| BU03310019    | Benschop Boveneind-Benedeneind          | 1100       | 2147             | 2120           | Locatie in de gemeente |
| BU03310020    | Polsbroek-Dorp                          | 620        | 24               | 23             | Locatie in de gemeente |
| BU03310029    | Polsbroek-Noordzijdseweg-Zuidzijdseweg  | 580        | 1142             | 1111           | Locatie in de gemeente |